# Tsuki Amano
Tsuki Amano (jap. 天野月 Amano Tsuki) – japońska piosenkarka rockowa. Najbardziej znana jest z utworów „Chō” i „Koe”, które zostały użyte do gier video Fatal Frame.
Muzyką zainteresowała się w wieku 5 lat. Jej pierwszym instrumentem było pianino, a następnym, otrzymanym w szkole średniej, gitara.
Amano sama pisze teksty swoich utworów oraz projektuje stroje do swoich teledysków. Uwielbia także rysować, ma własny komiks publikowany w internecie. Styl jej prac to abstrakcja z domieszką groteski.

## Dyskografia

### Single
- [01.04.2001] Hakoniwa (jap. 箱庭; pl. Miniaturowy  ogród)
- [01.06.2001] Love Dealer
- [01.09.2001] B.G.
- [07.11.2001] Bodaiju (jap. 菩提樹; pl. Drzewo Banyan)
- [20.02.2002] Sniper (jap. スナイパー)
- [24.04.2002] Treasure
- [19.06.2002] HONEY?
- [07.11.2002] Ningyō (jap. 人形; pl. Lalka)
- [30.07.2003] Same (jap. 鮫; pl. Rekin)
- [12.11.2003] Chō (jap. 蝶; pl. Motyl)
- [14.07.2004] Tsuki (jap. 月; pl. Księżyc)
- [03.11.2004] Idea (jap. イデア)
- [16.02.2005] Hisui (jap. 翡翠; pl. Jadeit)
- [27.07.2005] Koe (jap. 聲; pl. Głos)
- [31.05.2006] Karasu (jap. 烏; pl. Wrona)
- [31.05.2006] Fukurō (jap. 梟; pl. Sowa)
- [31.05.2006] Utakata (jap. ウタカタ; pl. Bańki)
- [31.05.2006] Fūsen (jap. 風船; pl. Balon)
- [31.05.2006] Konton -chaos- (jap. 混沌 -chaos-; pl. Chaos -chaos-)
- [11.04.2007] Howling
- [23.01.2008] HEAVEN'S GATE
- [30.07.2008] Zero no Chōritsu (jap. ゼロの調律; pl. Zero Strojenie)

### DVD i VHS
- [26.05.2002] Pia Debut Review LIVE (Live at ON AIR WEST)
- [12.03.2002] Koori no bi SHOW (Live at Shibuya CLUB QUATTRO)
- [03.05.2003] Meg ni Aetara - Amano Tsukiko ~Nenmatsu Special 2002 Live At Nihon-seinenkan~